# Romania ai XXII Giochi olimpici invernali
La Romania ha partecipato ai XXII Giochi olimpici invernali svoltisi dal 7 al 23 febbraio 2014 a Soči in Russia, con una delegazione composta da 22 atleti, di cui 15 uomini e 7 donne, impegnati in 8 discipline. Portabandiera alla cerimonia d'apertura è stata la biatleta Éva Tófalvi, alla sua quinta Olimpiade. Non sono state conquistate medaglie.